# 21520 Dianaeheart
A 21520 Dianaeheart (ideiglenes jelöléssel 1998 KR55) a Naprendszer kisbolygóövében található aszteroida. A LINEAR projekt keretében fedezték fel 1998. május 23-án.